# Wiener Singverein

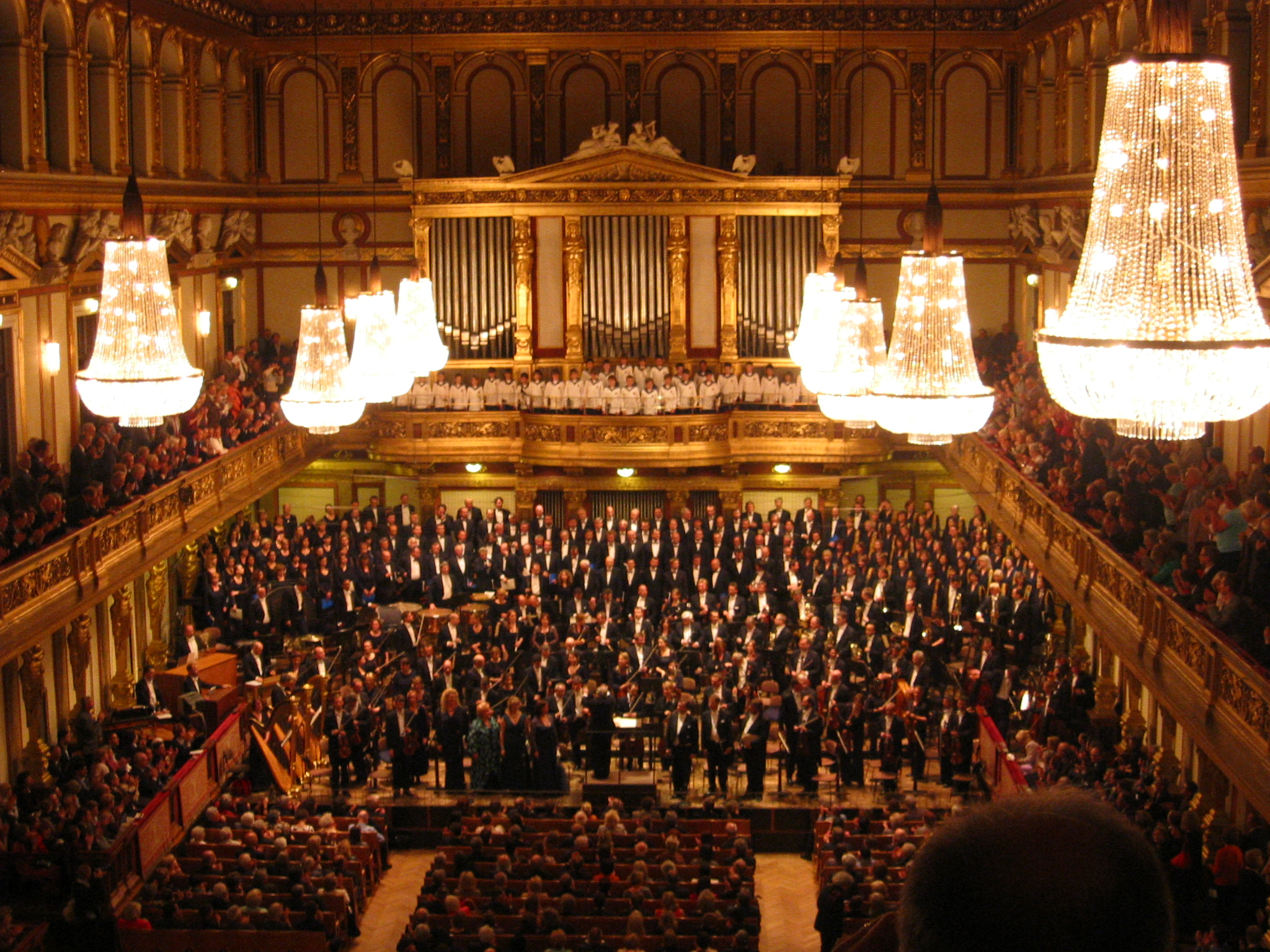
Gustav Mahler: Sinfonia dei Mille – Wiener Singverein – Coro filarmonico Bratislava – I piccoli cantori di Vienna – Staatskapelle Berlin – Pierre Boulez Wiener Musikverein

Il Wiener Singverein (Associazione corale di Vienna) è il coro sinfonico stabile del Wiener Musikverein e annovera fra le sue file circa 230 elementi.

## Storia
Nel 1812, nella Scuola di Equitazione invernale della Palazzo imperiale di Vienna, venne eseguito l'oratorio Timotheus di Händel, un evento che ha portato alla creazione del Società degli Amici della Musica. Le prime attività corali del Musikverein sono da ricondurre a Antonio Salieri, il quale partecipò nel 1824, fra l'altro, alla prima esecuzione della Missa solemnis e della 9. sinfonia di Ludwig van Beethoven.
La fondazione del coro nella sua forma attuale avvenne nel 1858. Il primo direttore del coro fu Johann von Herbeck, fino alla sua nomina alla Hofoper (Opera di Corte). Il coro Singverein è stato protagonista di numerose prime esecuzioni assolute, da quella del singspiel I Congiurati di Schubert, al Requiem Tedesco di Brahms e ancora del Te deum di Anton Bruckner, dell’8. sinfonia di Gustav Mahler, del Libro dei Sette Sigilli di Franz Schmidt, fino ad arrivare ad opere di compositori del secondo dopoguerra, come Christian Muthspiel, Arvo Pärt, Wolfram Wagner e Otto M. Zykan.
Sin dalla sua fondazione il Singverein è stato partner di celebri direttori d'orchestra, fra i quali Franz Schalk, Wilhelm Furtwängler, Dimitri Mitropoulos, Karl Böhm e Leonard Bernstein. Dal 1947 al 1989 è stato Herbert von Karajan a caratterizzare il profilo del coro, rendendolo celebre in tutto il mondo anche grazie a registrazioni discografiche e filmati di concerti su disco laser.
Il coro si è esibito all'estero in numerose tournée che lo hanno portato, fra l'altro, in Australia, Giappone e negli Stati Uniti, nonché in Israele, ad Atene, Berlino, Budapest, Francoforte, Londra, Madrid, Mosca, Monaco di Baviera, Parigi, Pisa, Roma e Zurigo. Nel 1959 vi fu un'esecuzione del Te Deum di Bruckner al Vaticano, nel 1985 quella della Messa dell'incoronazione di Mozart nell'ambito di una messa celebrata dal Papa Giovanni Paolo II nella Basilica di San Pietro, sotto la direzione di von Karajan.

## I direttori del coro
Al primo direttore del Singverein, Johann Herbeck, seguirono Johannes Brahms, Ferdinand Grossmann, Reinhold Schmid e Helmuth Froschauer. Dal 1991 il Musikverein ha affidato la direzione del coro a Johannes Prinz.

## Discografia (CD / DVD)
- Ludwig van Beethoven Symphonie Nr. 9 – Ode an die Freude (Filarmonica di Vienna – Christian Thielemann)[1]
- Johannes Brahms Ein deutsches Requiem (Cleveland Orchestra – Franz Welser-Möst)
- Antonín Dvořák Requiem (Orchestra reale del Concertgebouw – Mariss Jansons)
- Gustav Mahler Symphonie Nr. 2 – Auferstehung (Filarmonica di Vienna – Gilbert Kaplan)
- Gustav Mahler Symphonie Nr. 2 – Auferstehung (Filarmonica di Vienna – Pierre Boulez)
- Gustav Mahler Symphonie Nr. 3 (Bavarian State Orchestra – Zubin Mehta)
- Gustav Mahler Symphonie Nr. 3 (Filarmonica di Vienna – Pierre Boulez)
- Otto Nicolai Mondchor aus Die lustigen Weiber von Windsor (Castello di Schönbrunn 2010, Filarmonica di Vienna – F. Welser-Möst)
- Robert Schumann Manfred – Schauspielmusik (Tonkünstler-Orchester Niederösterreich – Bruno Weil)
- Franz Schmidt Das Buch mit sieben Siegeln (Filarmonica di Vienna – Nikolaus Harnoncourt)
- Franz Schmidt Das Buch mit sieben Siegeln (Tonkünstler-Orchester Niederösterreich – Kristjan Järvi)
- Karol Szymanowski Symphonie Nr. 3 – Lied der Nacht (Filarmonica di Vienna – Pierre Boulez)
- Richard Wagner Tristan und Isolde – Duett-Szenen (Vienna Radio Symphony Orchestra – Bertrand de Billy)